# Sven Montgomery
Sven Montgomery, nacido el 10 de mayo de 1976 en Detmold, es un antiguo ciclista suizo ya retirado. Debutó en 1998 con el equipo Post Swiss Team.

## Palmarés
2001
- 1 etapa del Gran Premio de Midi Libre

## Resultados en las grandes vueltas
| Carrera         | 1998 | 1999 | 2000 | 2001 | 2002 | 2003 | 2004 | 2005 | 2006 |
| --------------- | ---- | ---- | ---- | ---- | ---- | ---- | ---- | ---- | ---- |
| Giro de Italia  | -    | -    | -    | -    | -    | -    | Ab.  | 59.º | -    |
| Tour de Francia | -    | -    | Ab.  | Ab.  | -    | Ab.  | Ab.  | -    | -    |
| Vuelta a España | -    | -    | -    | -    | -    | -    | -    | 87.º | Ab.  |
| Mundial en Ruta | -    | -    | -    | -    | -    | -    | -    | -    | -    |

-: no participa

Ab.: abandono